# ظهور ملل: ظهور افسانه‌ها
«ظهور ملل: ظهور افسانه‌ها» (انگلیسی: Rise of Nations: Rise of Legends) یک بازی ویدئویی در سبک راهبرد بی‌درنگ است که توسط استودیو مایکروسافت و در سال ۲۰۰۶ منتشر شد. «ظهور ملل: ظهور افسانه‌ها» در پلت‌فرم مایکروسافت ویندوز منتشر شده‌است.